# Chitty Chitty Bang Bang (film)
Pour les articles homonymes, voir Chitty Chitty Bang Bang (homonymie).
Ne doit pas être confondu avec Kiss Kiss Bang Bang.
Pour plus de détails, voir Fiche technique et Distribution.
Chitty Chitty Bang Bang est un film musical britannique de Ken Hughes sorti en 1968. Il est adapté du roman homonyme de Ian Fleming paru en 1964.

## Synopsis
Dans les années 1910, dans l'Angleterre rurale, deux jeunes enfants, Jemima et Jeremy, sont fascinés par l'épave d'une voiture de course de champion. Lorsqu'ils apprennent qu'elle doit être envoyée à la casse, ils rentrent chez eux et supplient leur père, Caractacus Potts, veuf et inventeur, de la sauver. Pour trouver de l'argent, Caractacus tente de vendre l'une de ses inventions, un sifflet musical en bonbon. Mais le son attire une horde de chiens, ce qui ruine son argumentaire auprès de la grande entreprise de bonbons Scrumptious.
Ce soir-là, Caractacus se rend à une fête foraine et tente de récolter de l'argent avec une machine à couper les cheveux. Fuyant un client furieux dont les cheveux ont été accidentellement abîmés par la machine, Caractacus se joint à un numéro de chant et de danse. Il gagne suffisamment d'argent en pourboires pour acheter la voiture et la reconstruire, en la baptisant « Chitty Chitty Bang Bang » d'après les bruits inhabituels de son moteur.
Pour leur premier voyage en voiture, Caractacus et les enfants se rendent sur une plage pour pique-niquer. Ils sont rejoints par Truly Scrumptious, la belle et riche héritière de la compagnie de bonbons. Bien qu'elle et Caractacus aient déjà eu des rapports houleux, tout le monde passe un agréable moment. Sur la plage, Caractacus raconte une histoire aux enfants.

## Fiche technique
- Titre original : Chitty Chitty Bang Bang
- Titre français : Chitty Chitty Bang Bang
- Réalisation : Ken Hughes, assisté de Brian W. Cook
- Scénario : Ken Hughes, Roald Dahl et Richard Maibaum d'après le roman de Ian Fleming
- Direction artistique : Ken Adam (supervision) ; Harry Pottle
- Costumes : Joan Bridge, Elizabeth Haffenden
- Photographie : Christopher Challis
- Montage : John Shirley
- Musique : Richard M. Sherman et Robert B. Sherman
  - Orchestrations : Irwin Kostal
- Production : Albert R. Broccoli
- Sociétés de production : Dramatic Features, Warfield Productions
- Société de distribution : United Artists
- Budget : 10 millions USD
- Pays d'origine :  Royaume-Uni
- Langue : anglais
- Format : Couleurs (Technicolor) - 70 mm (Super Panavision 70) - 2,20:1 - RCA Sound System 70 mm 6 pistes
- Genre : Aventure, fantastique et film musical
- Durée : 144 minutes
- Dates de sortie :
  - Royaume-Uni : 17 décembre 1968
  - France : 21 mars 1969

## Distribution
Légende : Voix parlée / Voix chantée
- Dick Van Dyke (VF : Dominique Paturel / André Viel) : Caractacus Potts
- Sally Ann Howes (VF : Éliane Thibault / id.) : Truly Scrumptious
- Adrian Hall (VF : Gaston Guez / Jean-Claude Dallemegne) : Jeremy Potts
- Heather Ripley (VF : Francine Lefebvre / id.) : Jemima Potts
- Lionel Jeffries (VF : Henri Virlogeux / Claude Bertrand) : Grandpa Potts
- Gert Fröbe (VF : Duncan Elliott / Dominique Tirmont) : le baron Bomburst
- Anna Quayle (VF : Jacqueline Jefford / Denise Benoît) : la baronne Bomburst
- Benny Hill : le fabricant de jouets
- James Robertson Justice (VF : Claude Bertrand) : Lord Scrumptious
- Robert Helpmann : le ravisseur d'enfants
- Stanley Unwin (en) : le chancelier
- Barbara Windsor (VF : Monique Thierry) :  Alice, la blonde
- Desmond Llewelyn (VF : Paul Villé) : Coggins
- Gerald Campion : un ministre
- Victor Maddern (VF : Henry Djanik) : le ferrailleur
- Arthur Mullard (VF : Fernand Rauzena) : Cyril
- Richard Wattis (VF : René Bériard) : Philipps
- Peter Arne : le capitaine de la garde

## Différences avec le roman
Parmi les différences notables avec le roman de Fleming, outre l'ajout d'un « s » à son patronyme (Pott dans le roman) et l'omission de son passé de Commander de la Royal Navy, le personnage principal n'est plus marié mais veuf et élève seul ses deux enfants. Au cours de leurs aventures, il tombe amoureux de la fille de Lord Scrumptious (Skrumshus dans le roman), Truly. La comédie musicale adaptée du film en 2002 reprend les mêmes éléments.

## Autour du film
- Milton Bradley a édité un jeu de plateau sur la base du film lors de sa sortie. Chaque joueur part avec une voiture, puis il la transforme en véhicule amphibie, puis en voiture volante.
- Dans un scène de Ace Ventura en Afrique, le personnage principal, joué par Jim Carrey, chante la chanson-titre du film.
- Dans Belfast de Kenneth Branagh sorti en 2021, Chitty Chitty Bang Bang fait partie des films qui émerveillent le jeune héros et sa famille[2] ; on voit ainsi toute la salle de cinéma frémir quand la voiture volante semble sur le point de tomber de la falaise[3].
- Le groupe Abney Park a repris la chanson-titre du film, Chitty Chitty Bang Bang, dans leurs albums Iconoclast et Songs of Joy.